# Zihlschlacht-Sitterdorf
Zihlschlacht-Sitterdorf ist eine politische Gemeinde im Bezirk Weinfelden des Kantons Thurgau in der Schweiz. Die Gemeinde entstand 1997 im Zuge der Thurgauer Gemeindereorganisation durch den Zusammenschluss der Ortsgemeinden Zihlschlacht und Sitterdorf.

## Geschichte

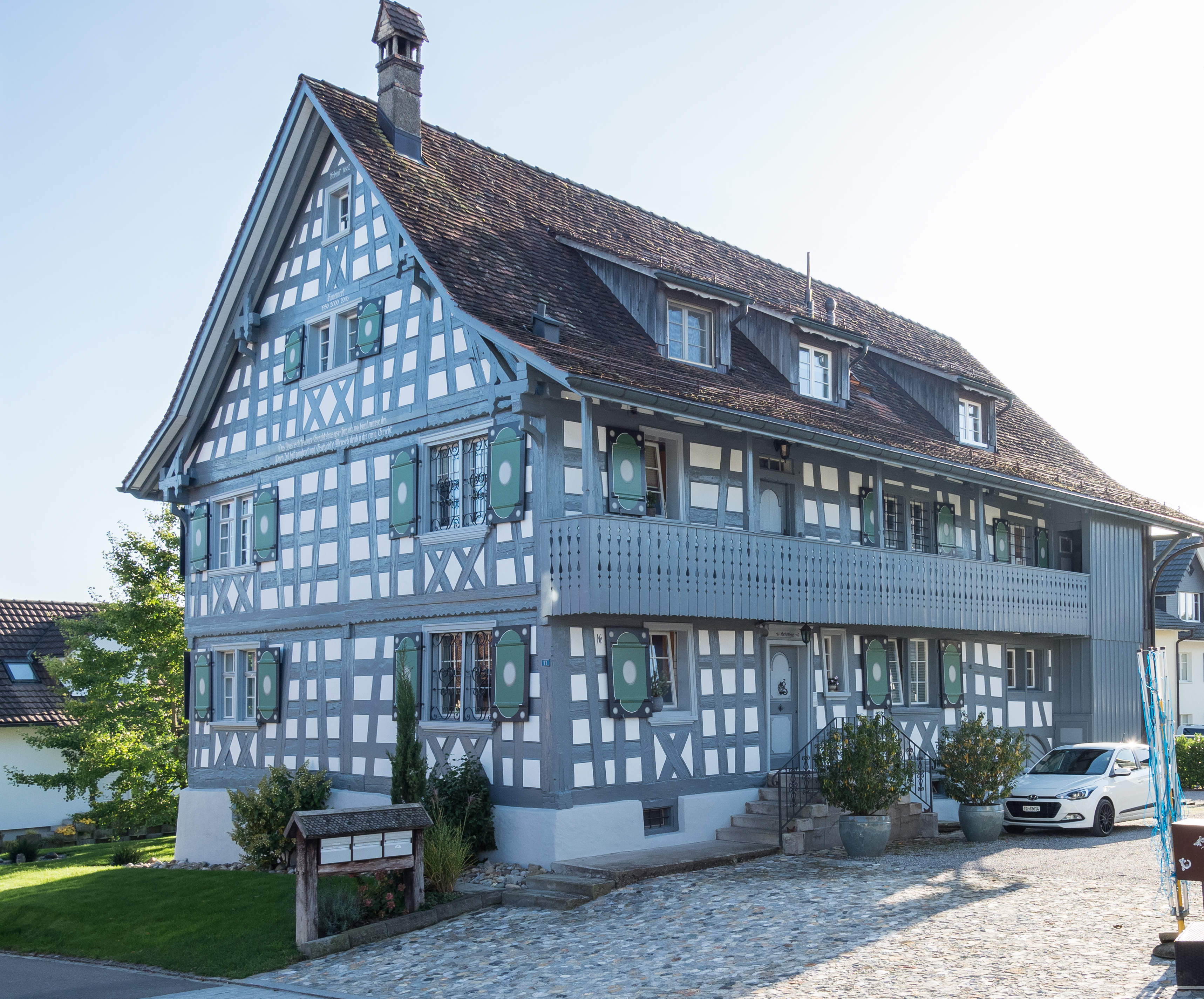
Gerichtshaus im Dorf Zihlschlacht

Die Geschichte der Gemeinde beginnt gut drei Jahre vor ihrer Gründung mit den Vorbereitungsarbeiten und der Zustimmung der Bevölkerung am 16. Juni 1995. Am 1. Januar 1997 entstand die Politische Gemeinde Zihlschlacht-Sitterdorf aus der bisherigen Munizipalgemeinde Zihlschlacht, zu der die Ortsgemeinden Zihlschlacht, Sitterdorf und Schocherswil gehörten. Schocherswil hat sich Amriswil angeschlossen.
Rund 1200 Jahre alt sind sowohl der Gemeindeteil Zihlschlacht wie auch Sitterdorf. Der Name Zihlschlacht stammt vermutlich von den Alemannen, die den Wald in der Gegend schlugen. Der Name Sitterdorf wurde erstmals 787 n. Chr. als Sidruna erwähnt. Namensgebend war der Fluss Sitter, der durch das Dorf fliesst und teilweise auch die Gemeindegrenzen bildet. Im 15. Jahrhundert überschnitten sich in der Gegend die Interessen des Hochstifts Konstanz und der Fürstabtei St. Gallen, weil beide geistlichen Fürsten hier Güter und Rechte besassen.
→ siehe auch Abschnitt Geschichte im Artikel Zihlschlacht

→ siehe auch Abschnitt Geschichte im Artikel Sitterdorf

## Wappen

Sitterdorf

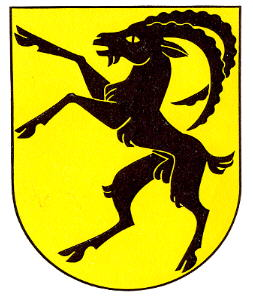
Zihlschlacht

Zihlschlacht-Sitterdorf

Blasonierung: Schräg geteilt von Gelb mit steigendem schwarzem Steinbock und von Blau mit weissem Hirschrumpf.
Das 2012 festgelegte neue Gemeindewappen ist eine Kombination der Wappen der ehemaligen Ortsgemeinden Sitterdorf und Zihlschlacht. Der Steinbock stammt aus dem Wappen der Welter von Blidegg, die gelbe Farbe verweist auf das Kloster St. Gallen. Der weisse Hirsch in Blau war das Wappen der Truchsessen von Singenberg.
Zwei unterschiedliche Tierarten im gleichen Wappen sind höchst selten.

## Bevölkerung
| Hier fehlt eine Grafik, die leider im Moment aus technischen Gründen nicht angezeigt werden kann. Wir arbeiten daran! |

|                           | 1850 | 1900 | 1950 | 1990 | 1997 | 2000 | 2010 | 2018 | 2023 |
| ------------------------- | ---- | ---- | ---- | ---- | ---- | ---- | ---- | ---- | ---- |
| Politische Gemeinde       |      |      |      |      | 1952 | 1942 | 2076 | 2385 | 2586 |
| Ortsgemeinde Zihlschlacht | 485  | 506  | 618  | 745  |      |      |      |      |      |
| Ortsgemeinde Sitterdorf   | 695  | 738  | 850  | 982  |      |      |      |      |      |

Von den insgesamt 2586 Einwohnern der Gemeinde Zihlschlacht-Sitterdorf am 31. Dezember 2023 waren 415 bzw. 16,0 % ausländische Staatsbürger. 902 (34,9 %) waren evangelisch-reformiert und 689 (26,6 %) römisch-katholisch.

## Politik
(Quelle: )
Gemeindepräsident
- Gemeindepräsident ist Christian Hinterberger (Präsidium/Ressort allgemeine Verwaltung und Finanzen) – seit Juni 2021

Gemeinderat
- Roger Fanetti (Vize-Gemeindepräsident / Ressort: Soziales und Gesundheit) – seit August 2018
- Eliane Müller (Ressort: Kultur und Freizeit) – seit Juni 2019
- Marc Fröhlich (Ressort: Infrastruktur) – seit Juni 2019
- Christian Fisch (Ressort: Volkswirtschaft) – seit Juni 2023
- Ramona Straub (Ressort: Raumplanung und Umwelt) – seit Juni 2023
- Peter Keller (Ressort: Öffentliche Sicherheit) – seit September 2024

## Wirtschaft
Im Jahr 2016 bot Zihlschlacht-Sitterdorf 977 Personen Arbeit (umgerechnet auf Vollzeitstellen). Davon waren 8,3 % in der Land- und Forstwirtschaft, 17,8 % in Industrie, Gewerbe und Bau sowie 74,0 % im Dienstleistungssektor tätig.
Bei ihrer Gründung im Jahre 1997 hatte die Gemeinde 62 Landwirtschaftsbetriebe und rund 600 Arbeitsplätze. Ca. 40 % der erwerbstätigen Bevölkerung arbeiten innerhalb der Gemeinde, insbesondere im Gewerbe, in der Landwirtschaft mit Obst-, Ackerbau und Milchwirtschaft sowie in der Stiftung Wohnheim Sonnenrain und in der Rehaklinik Zihlschlacht.

## Söhne und Töchter der Gemeinde
→ siehe Abschnitt Söhne und Töchter der Gemeinde im Artikel Zihlschlacht

## Sehenswürdigkeiten
Zihlschlacht-Sitterdorf konnte den ländlichen Charakter mit liebevoll restaurierten Riegelbauten in den Weilern und in Zihlschlacht mit einem speziellen Schutzplan bewahren. Das Dorf Zihlschlacht und Blidegg-Degenau sind im Inventar der schützenswerten Ortsbilder der Schweiz aufgeführt.
Bekannt ist die Gemeinde auch durch den kleinen Flugplatz Sitterdorf.
→ siehe auch Abschnitt Sehenswürdigkeiten im Artikel Sitterdorf

→ siehe auch Liste der Kulturgüter in Zihlschlacht-Sitterdorf

## Bilder
→ siehe Abschnitt Bilder im Artikel Zihlschlacht

→ siehe Abschnitt Bilder im Artikel Sitterdorf